# Malé Zlievce
Malé Zlievce és un poble i municipi d'Eslovàquia. Es troba a la regió de Banská Bystrica.

## Història
La primera menció escrita de la vila es remunta al 1244.

## Demografia
| Godina             | 1994 | 2004   | 2014    | 2024   |
| ------------------ | ---- | ------ | ------- | ------ |
| Nombre de persones | 236  | 252    | 279     | 285    |
| Diferència         |      | +6,77% | +10,71% | +2,15% |

| Godina             | 2023 | 2024   |
| ------------------ | ---- | ------ |
| Nombre de persones | 274  | 285    |
| Diferència         |      | +4,01% |